# Steaua lui Kapteyn
Steaua lui Kapteyn (numită și GJ 191, HD 33793 sau CD -45 1841) este o stea subpitică de tip M1 descoperită de Jacobus Kapteyn în 1897. Se află la 12,78 ani-lumină de Pământ și este specială din mai multe puncte de vedere: are o viteză radială mare, traversează Calea Lactee în sens retrograd și este steaua din haloul galactic cea mai apropiată de Soare.
Când a fost descoperită, avea cea mai mare mișcare proprie dintre toate stelele cunoscute, detronând Groombridge 1830. Ulterior, a coborât pe locul al doilea după descoperirea stelei lui Barnard.
În realitate, Soarele urmează mișcarea de rotație a Galaxiei, rotindu-se în jurul centrului Căii Lactee; stelele din halou, precum steaua Kapteyn, nu urmează rotația galactică și, prin urmare, sunt „imobile” și par să se deplaseze în „direcție retrogradă” cu viteză mare.

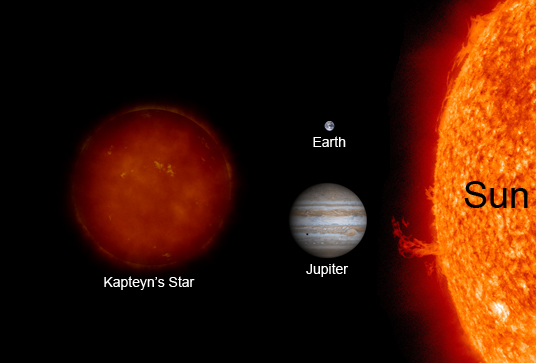
Vizualizarea taliei stelei lui Kapteyn în comparație cu Soarele, cu Jupiter și cu Terra

## Proprietăți
Cu o magnitudine aparentă ușor variabilă de aproximativ 8,8, este vizibilă prin binoclu sau telescop.
Diametrul stelei său este de 30% din cel al Soarelui, dar luminozitatea sa este de doar 1,2% din cea a Soarelui. Este posibil ca această stea să fi făcut parte odată din roiul globular Omega Centauri, care la rândul său era probabil nucleul unei galaxii pitice înghițite de Calea Lactee în trecutul îndepărtat. Descoperirea a două planete — Kapteyn b și Kapteyn c — a fost anunțată în 2014, dar a avut o istorie mixtă de respingeri și confirmări, până când un studiu din 2021 a infirmat existența ambelor planete. „Planetele” sunt, de fapt, probabil artefacte ale rotației și activității stelei.